# Чарлз Тернер (ватерполіст)
Чарлз Тернер (англ. Charles Turner, 3 вересня 1953) — австралійський ватерполіст.
Учасник Олімпійських Ігор 1976, 1980, 1984 років.
Бронзовий призер Кубка світу 1993 року.